# プロレスサミット
プロレスサミットは、日本のプロレスイベントである。

## 概要
2006年、大成功を収めたインディーサミットでマッチメイクを担当したTAKAみちのくが封印。理由として「プロレスにメジャーもインディーもない。そんな垣根を壊しプロレスサミットを開催する。」と宣言した。インディーサミットでの参加団体を含め、多くの団体・選手に参加を呼びかけている。2009年、「若武者IV」開催発表会見にて、2009年度の年越しプロレスサミットは開催しないことを発表。去年でほぼ日本の全団体の参加と、斬新なマッチメイクが困難になってしまったため、無期限の充電期間を置き復活を目指すとのこと。なお、1990年に全日本プロレス、新日本プロレス、WWFの共催で行われた「日米レスリングサミット」とは全く関係ない。

## 参加した団体
※2008年12月現在
- KAIENTAI DOJO
- みちのくプロレス
- 大日本プロレス
- 大阪プロレス
- I.W.A.JAPAN
- アパッチプロレス軍
- DDTプロレスリング

上記団体はプロレスサミット主催であり、下記団体は各所属選手個人による参加である。
ソウル・コネクション（旧：プロレスリングElDorado）、ユニオンプロレス、闘龍門MEXICO、新日本プロレス、全日本プロレス、格闘探偵団バトラーツ、DRAGON GATE、ビッグマウス・ラウド、WMF（解散）、ZERO1、パンクラスMISSION、どすこいプロレス、暗黒プロレス組織666、プロレスリング・ノア、DEP、STYLE-E、でら名古屋プロレス、高山堂、東京愚連隊、ダブプロレス、その他。

## 2007年

### 若武者〜プロレスサミットへの道〜
- 試合および試合結果

| 第1試合 6人タッグマッチ 時間無制限1本勝負        |                                               |                                     |
| 内藤哲也 西山秀紘 ●今井計                        | 7分58秒 逆エビ固め                            | カツオ○ ランディ拓也 ロベルト田中   |
| 第2試合 タッグマッチ 時間無制限1本勝負           |                                               |                                     |
| ○メカマミー メカマミーLite                       | 10分25秒 スリーパーホールド                   | 菊タロー 松山勘十郎●                |
| 第3試合 シングルマッチ 時間無制限1本勝負         |                                               |                                     |
| ○田口隆祐                                        | 9分56秒 回転十字固め                          | 石川修司●                           |
| 第4試合 バチバチルール 時間無制限1本勝負         |                                               |                                     |
| 佐々木貴 ●吉川祐太                               | 9分56秒 K.I.D                                 | 原学 フジタ"Jr"ハヤト○              |
| セミファイナル 8人タッグマッチ 時間無制限1本勝負 |                                               |                                     |
| 雷陣明 スーパー・ドルフィン ●南野武 澤宗紀       | 12分27秒 AXボンバー                           | KAZMA○ KAGETORA 柿本大地 ソルジャー |
| メインイベント シングルマッチ時間無制限1本勝負   |                                               |                                     |
| ●真霜拳號                                        | 17分56秒 ジャーマン・スープレックス・ホールド | 関本大介○                           |

### プロレスサミット in Osaka
- 試合および試合結果

| 第1試合 若手対決                                        |                                              |                             |
| タダスケ ○矢野啓太                                      | 7分17秒 変形首固め                           | 小部卓真 河野健一●          |
| 第2試合 エンターテイメントマッチ〜3Wayタッグマッチ      |                                              |                             |
| 15分45秒 レフェリーを含む全員がゾンビ化したため無効試合 |                                              |                             |
| 中澤マイケル 松永智充                                   | バラモン・シュウ バラモン・ケイ              | えべっさん くいしんぼう仮面 |
| 第3試合 チャレンジマッチ                                |                                              |                             |
| ○佐々木貴                                               | 11分22秒 逆エビ固め                          | 原田大輔●                   |
| 第4試合 空中戦                                          |                                              |                             |
| KAGETORA ○ラッセ                                        | 17分14秒 ジャガラギ                          | ビリーケン・キッド 忍●      |
| メインイベント JUST NOW AGAIN                           |                                              |                             |
| 真霜拳號 関本大介 ○タイガースマスク                     | 18分9秒 タイガース・スープレックス・ホールド | GAINA● HARASHIMA 谷嵜なおき |

### プロレスサミット in ARIAKE
- 試合および試合結果

| 第1試合 IWA世界ジュニア王座決定戦バトルロイヤル                      |                                                                             |                                             |
| ○ウルトラセブン                                                      | 8分12秒 バックドロップ 第6代王者となる                                      | 河童小僧●                                   |
| 退場順＝グラン浜田、田島久丸、南野武、趙雲子龍                       |                                                                             |                                             |
| 第2試合 DDT EXTREME級選手権試合〜夏休み自由工作デスマッチ            |                                                                             |                                             |
| ○荒谷望誉 (挑戦者)                                                   | 9分40秒 リング設営に感動し戦意喪失 第4代王者となる                          | マッスル坂井(王者)● アブドーラ小林(挑戦者)● |
| 第3試合 東北タッグ&大阪プロレスタッグ両選手権試合                    |                                                                             |                                             |
| ○景虎 ラッセ (第10代東北タッグ王座)                                  | 15分37秒 一騎当千 第10代東北タッグ王座防衛、 第17代大阪タッグ王者となった。 | 秀吉 政宗● (第16代大阪タッグ王者)           |
| 第4試合 インディペンデント世界ジュニアヘビー級王座決定戦             |                                                                             |                                             |
| ○飯伏幸太                                                            | 15分40秒 フェニックススプラッシュ 第7代王者となる                           | 円華●                                       |
| 第5試合 UWA世界6人タッグ選手権試合                                   |                                                                             |                                             |
| HELL DEMONS ○菅原拓也 バラモン・シュウ バラモン・ケイ (第32代王者組) | 11分14秒 十三不塔 第32代王者組防衛                                          | Ω 火野裕士 旭志織 大石真翔● (挑戦者)        |
| 第6試合 BJW認定タッグ選手権試合                                      |                                                                             |                                             |
| △関本大介 佐々木義人 (プロレスラー) (第23代王者組)                   | 時間切れ引き分け 第23代王者組が防衛                                         | 真霜拳號 HARASHIMA△ (挑戦者)                |
| 第7試合 BJW認定デスマッチヘビー級選手権試合・蛍光灯デスマッチ        |                                                                             |                                             |
| ○"黒天使"沼澤邪鬼 (挑戦者)                                           | 19分50秒 狂神太平 第21代王者となる                                          | 佐々木貴● (王者)                            |

### プロレスサミット in KORAKUEN
- 試合および試合結果

| 第1試合 若手対決 6人タッグマッチ                                                                     |                                                         |                                                          |
| 矢野啓太 小部卓真 ●大橋篤                                                                            | 11分20秒 ジャーマン・スープレックス                     | スパーク青木 佐藤悠己○ 日向寺塁                          |
| 第2試合 芸タッグランブル (時間無制限1本勝負)                                                         |                                                         |                                                          |
| ○グレート小鹿 将軍KYワカマツ                                                                         | 18分10秒 オーバーザトップロープ                         | バラモン・シュウ バラモン・ケイ●                         |
| 参加者                                                                                               |                                                         |                                                          |
| MEN'Sテイオー＆男色ディーノ、維新力＆松田慶三、大石真翔＆忍、 NOSAWA論外＆MAZADA、荒谷望誉＆平井伸和 |                                                         |                                                          |
| 第3試合 チャレンジマッチ シングルマッチ                                                              |                                                         |                                                          |
| ○鈴木みのる                                                                                          | 11分14秒 チキンウィングアームロック                     | 原田大輔●                                                |
| 第4試合 空中戦〜レジェンドvs新世代8人タッグマッチ                                                    |                                                         |                                                          |
| ○ザ・グレート・サスケ グラン浜田 TAKAみちのく ウルティモ・ドラゴン                                   | 8分36秒 サンダーファイヤーパワーボム                    | 裕次郎 アジアン・クーガー ザ・グレート・タケル 藤田峰雄● |
| 第5試合 バトラーツルール                                                                             |                                                         |                                                          |
| ●澤宗紀                                                                                              | 11分05秒 右ハイキック⇒KO                                | 原学○                                                    |
| 第6試合 High&Low                                                                                     |                                                         |                                                          |
| ○高山善廣 房総ボーイ雷斗                                                                             | 16分47秒 エベレストジャーマン・スープレックス・ホールド | 石川修司● 野橋真実                                       |
| 第7試合 蛍光灯6人タッグデスマッチ                                                                    |                                                         |                                                          |
| 佐々木貴 ●宮本裕向 稲松三郎                                                                          | 18分40秒 インプラント                                   | 伊東竜二 "黒天使"沼澤邪鬼 谷嵜なおき○                    |
| セミファイナル イケメンvsぶさいく 6人タッグマッチ                                                    |                                                         |                                                          |
| ○飯伏幸太 円華 B×Bハルク                                                                             | 15分36秒 フェニックス・スプラッシュ                     | 高木三四郎● アブドーラ小林 ドン・フジイ                  |
| 高木がアイアンマン防衛に失敗、飯伏が第735代王者となった。                                            |                                                         |                                                          |
| メインイベント 6人タッグマッチ                                                                       |                                                         |                                                          |
| 近藤修司 佐々木義人 ○関本大介                                                                        | 23分40秒 ジャーマン・スープレックス・ホールド           | 真霜拳號 HARASHIMA 黒田哲広●                             |

## 2008年

### 若武者II
- 試合および試合結果

| 第1試合              |                                                   |                    |
| ○大橋篤              | 7分42秒 逆エビ固め                                | 関根龍一●          |
| レフェリー：和田京平 |                                                   |                    |
| 第2試合              |                                                   |                    |
| ○スパーク青木        | 8分28秒 バックドロップ                            | 天狗たけし●        |
| レフェリー：李日韓   |                                                   |                    |
| 第3試合              |                                                   |                    |
| ●矢野啓太 小坂井寛   | 11分12秒 オリンピックスラム                       | タダスケ 竹田誠志○ |
| レフェリー：熊本ちえ |                                                   |                    |
| 第4試合              |                                                   |                    |
| ○高西翔太            | 7分9秒 キャメルクラッチ                           | 入江茂弘●          |
| レフェリー：内山彰吾 | レフェリー：内山彰吾                              | 入江はデビュー戦。 |
| セミファイナル       |                                                   |                    |
| ○豪 小部卓真         | 15分42秒 逆片エビ固め                             | 駿河一 石川晋也●   |
| レフェリー：李日韓   |                                                   |                    |
| メインイベント       |                                                   |                    |
| 小幡優作 ●清水義泰   | 15分39秒 片山ジャーマン・スープレックス・ホールド | 原田大輔○ 安部行洋 |
| レフェリー：内山彰吾 |                                                   |                    |

### 若武者III
- 試合および試合結果

| 第1試合             |                                     |                      |
| ○清水義泰 三原一晃  | 8分36秒 逆エビ固め                  | 関根龍一 安部行洋×   |
| 第2試合             |                                     |                      |
| 政宗 ○KAGETORA      | 9分15秒 一騎当千                    | 佐々木大輔× 正岡大介 |
| 第3試合             |                                     |                      |
| ○平井伸和           | 7分43秒 裏WARスペシャル             | 小部卓真×            |
| 第4試合             |                                     |                      |
| 佐々木貴 ○佐藤光留  | 15分8秒 腕ひしぎ逆十字固め          | 松田慶三 竹田誠志×   |
| 第5試合             |                                     |                      |
| ○関本大介           | 10分15秒 ジャーマン・スープレックス | 入江茂弘×            |
| 第6試合             |                                     |                      |
| ○真霜拳號 HARASHIMA | 19分10秒 無道                       | 矢野啓太 石川晋也×   |

### プロレスサミット2008
- 試合および試合結果

| 第1試合 若手六人タッグ                                                  |                                         |                                                                                 |
| 岡田かずちか 小部卓真 ●シークヮーサー仮面                               | 07分25秒 アルゼンチン・バックブリーカー | 吉川祐太 岡林裕二○ タダスケ                                                     |
| 第2試合 チャレンジマッチ1                                               |                                         |                                                                                 |
| ○田中将斗                                                               | 04分55秒 スライディングD                | 入江茂弘●                                                                       |
| 第3試合 15分1本勝負 MEN'Sテイオー御前試合〜プロレス一子相伝男のいろは〜 |                                         |                                                                                 |
| 制限時間内にMEN'Sテイオーが疑惑の47のプロレス技をかけていく。           |                                         |                                                                                 |
| ○MEN'Sテイオー                                                          | 14分56秒 男のいろは伝授完了             | ヘラクレス千賀● ツトム・オースギ● KUDO● 佐藤悠己● 円華● 松田慶三● TAKAみちのく● |
| 第4試合 蛍光灯6人デスマッチ                                             |                                         |                                                                                 |
| ザ・グレート・サスケ ○伊東竜二 佐々木貴                                 | 15分55秒 ドラゴンスプラッシュwith蛍光灯 | 宮本裕向 木高イサミ● 稲松三郎                                                   |
| 第5試合 バトラーツルール                                                |                                         |                                                                                 |
| ○澤宗紀 HARASHIMA                                                       | 12分28秒 卍固め                         | 佐藤光留 竹田誠志●                                                              |
| 第6試合 タッグマッチ                                                    |                                         |                                                                                 |
| ○鷹木信悟 吉江豊                                                        | 16分04秒 ラストファルコンリー           | 火野裕士 TAKEMURA●                                                              |
| 第7試合 チャレンジマッチ2                                               |                                         |                                                                                 |
| ○鈴木みのる 高山善廣                                                    | 13分00秒 ゴッチ式パイルドライバー       | 矢野啓太 石川晋也●                                                              |
| セミファイナル 8人タッグ                                                |                                         |                                                                                 |
| 大石真翔 野橋真実 タイガースマスク ●正岡大介                            | 18分24秒 S.E.X                          | KAGETORA 大和ヒロシ 忍○ KUSHIDA                                                 |
| メインイベント 6人タッグ                                                |                                         |                                                                                 |
| マンモス佐々木 石川修司 ●佐々木義人 (プロレスラー)                      | 23分54秒 ジャーマン・スープレックス     | 真霜拳號 関本大介○ 青木篤志                                                     |

- プロレスマラソン:ランナー気仙沼二郎 スクリーンによる中継

1. 蝶野正洋からプロレスの灯を渡され新日本プロレス事務所をスタート。
2. 道を間違え新木場1stRINGにつくと佐野直に火を消されるが、THE CRAZY SKBの火炎攻撃により復活。
3. ディファ有明経由を周る。
4. JWP女子プロレス、NEO女子プロレス、アイスリボン、フリーの女子選手から「負けないで」合唱応援。
5. 全日本プロレス事務所前にて転倒し火を消してしまうも、渕正信から激を入れられ再び復活。
6. 後楽園関係者に火気厳禁と止められるが、通りすがりの飯伏幸太へプロレスの灯を受け継いだ。

## 2009年

### 若武者IV
- 試合および試合結果

| タッグマッチ                                 |                                                |                                            |
| 三原一晃 ●河上隆一                           | 15分56秒 ランディーフェイス                    | ランディ拓也○ 梶原慧                       |
| シングルマッチ                               |                                                |                                            |
| ●谷口智一 佐々木大輔                         | 12分12秒 ダイビングエルボードロップ→片エビ固め | クワイエット・ストーム○ ライアン・テイラー |
| シングルマッチ                               |                                                |                                            |
| ○ヤス・ウラノ                                | 14分6秒 首固め                                 | 小部卓真●                                  |
| タッグマッチ                                 |                                                |                                            |
| 佐々木貴 ○HARASHIMA                          | 18分26秒 蒼魔刀                                | 矢野啓太 石川晋也●                         |
| 6人タッグマッチ                              |                                                |                                            |
| 真霜拳號 ○関本大介 佐々木義人 (プロレスラー) | 10分52秒 ジャーマンスープレックスホールド      | 石井慧介 関根龍一● 翔太                    |
| タッグマッチ                                 |                                                |                                            |
| 滝澤大志 ●入江茂弘                           | 19分4秒 ダイビングボディプレス→片エビ固め      | 日向寺塁 岡林裕二○                         |